# 섀넌 트위드
섀넌 트위드(Shannon Tweed, 1957년 3월 10일 ~ )는 캐나다의 배우 및 모델이다. 미스 캐나다 선발대회에서 4등을 차지했다. 주로 에로티시즘 영화에 많이 출연하였으며, 용서받지 못할 관계, 일렉트라 등에 출연하였다.

## 출연 작품
- 공포의 침입자(1983)
- 써로게이트(1984)
- 핫도그(1984)
- 총의 분노(1987)
- 미트볼3(1987)
- 대습격(1990)
- 나이트 비지터(1990)
- 사랑의 천국(1990)
- 비밀 첩보원(1990)
- 회색전쟁(1991)
- 은밀한 정사(1992)
- 네이키드 트루(1992)
- 나이트 아이3(1993)
- 용서받지 못할관계(1993)
- 콜드 스웨트(1993)
- 콜드 나이트(1993)
- 나이트 아이2(1993)
- 다크 나이트(1994)
- 노 콘테스트(1994)
- 용서받지 못할 관계2(1994)
- 나이트 드림(1994)
- 유혹의 함정(1994)
- 라스베가스 캅(1994)
- 나이트 화이어(1994)
- 레이디X(1994)
- 용서받지 못할관계3(1995)
- 폭풍지대(1995)
- 일렉트라(1995)
- 다크 댄서(1995)
- 노 콘테스트2(1996)
- 스토미 나이트(1996)
- 살인 이중주(1996)
- 크레이지 인디팬던스 데이(1997)
- 더블 섹스(1997)
- 트릭(1998)
- 데드 바이 던(1998)
- 육체의 거래(1998)
- 크레이지 인디팬던스데이(1999)
- 락 시티(1999)